# Перерва, Пётр Васильевич
Пётр Васильевич Перерва (11 (23) июля 1897 года, село Чернявщина, Павлоградский уезд, Екатеринославская губерния, ныне Юрьевский район, Днепропетровская область, Украина — 22 октября 1968 года, Симферополь) — советский военный деятель, генерал-майор (17 ноября 1942 года).

## Начальная биография
Пётр Васильевич Перерва родился 11 (23) июля 1897 года в селе Чернявщина ныне Юрьевского района Днепропетровской области Украины.

## Военная служба

### Первая мировая и гражданская войны
В 1916 году призван в ряды Русской императорской армии, после чего был принимал участие в боях на Западном фронте, находясь на должности начальника десантного отряда бронепоезда и в чине фельдфебеля.
В августе 1918 года был призван в ряды РККА, после чего учился сначала на 1-х и 2-х Московских пехотных курсах, а затем на 1-х Харьковских и 5-х Киевских командных курсах, после окончания которых с декабря 1919 года служил на должности начальника десантного отряда бронебригады 14-й армии и принимал участие в боевых действиях на Южном и Юго-Западном фронтах против войск под командованием генерала А. И. Деникина и вооруженных формирований под командованием Н. И. Махно. Принимал участие в ходе Орловско-Курской и Харьковской операций, в начале 1920 года — в освобождении районов Одессы, Тирасполя и Правобережной Украины, летом того же года — в ходе советско-польской войны, а затем — против войск под командованием С. Петлюры на винницком, проскуровском и каменец-подольском направлениях.

### Межвоенное время
В 1922 году назначен на должность командира роты в составе 55-го стрелкового полка (19-я стрелковая дивизия, Московский военный округ), а затем направлен на учёбу на Стрелково-тактические курсы «Выстрел», которые окончил в 1924 году. В ноябре 1925 года назначен на должность начальника полковой школы 165-го стрелкового полка (55-я стрелковая дивизия).
После окончания двух курсов Военной академии имени М. В. Фрунзе в марте 1935 года направлен в 14-ю стрелковую дивизию и назначен на должность помощника командира по хозяйственной части 41-го стрелкового полка, в апреле того же года — на должность помощника командира по строевой части 42-го стрелкового полка, в марте 1938 года — на должность командира 41-го стрелкового полка, а затем — на должность командира 426-го стрелкового полка, после чего принимал участие в боевых действиях в ходе советско-финской войны.
В марте 1940 года назначен на должность командира батальона в составе 2-х Белокоровических курсов усовершенствования командного состава запаса (Киевский военный округ), а в ноябре того же года — на должность командира 20-го моторизованного полка (20-я танковая дивизия, 9-й механизированный корпус).

### Великая Отечественная война
С началом находился на прежней должности. Полк под командованием Перервы во время приграничного сражения на Юго-Западном фронте принимал участие в боевых действиях в ходе встречного танкового сражения против частей 1-й танковой группы противника в районе городов Луцк и Броды.
В июле 1941 года назначен на должность командира 20-й танковой дивизии, которая принимала участие в боевых действиях в ходе Киевской оборонительной операции. В сентябре того же года назначен на должность командира формировавшейся 356-й стрелковой дивизии (Приволжский военный округ), которая в ноябре была включена в состав 61-й армии и с декабря вела оборонительные боевые действия в районе городов Мценск и Белёв.
В ноябре 1942 года Перерва назначен на должность командира 29-й гвардейской стрелковой дивизии, которая вела наступательные боевые действия на смоленском направлении. С декабря того же года находился на лечении в госпитале и после выздоровления в феврале 1943 года назначен на должность командира 25-го стрелкового корпуса, который вскоре участвовал в ходе Орловской и Брянской наступательных операций, а также в освобождении городов Брянск, Почеп, Унеча и Клинцы.
В ноябре 1943 года назначен на должность заместителя командующего 61-й армией, которая вскоре вела боевые действия в ходе Белорусской, Рижской и Варшавско-Познанской наступательных операций.
В апреле 1945 года Перерва назначен на должность заместителя командующего войсками Белорусско-Литовского военного округа по военно-учебным заведениям.

Могила Перервы на Военном кладбище Симферополя.

### Послевоенная карьера
После окончания войны оставался на прежней должности.
В августе 1945 года назначен на должность заместителя командующего по военно-учебным заведениям. Минского военного округа, в феврале 1946 года преобразованного в Белорусский. В декабре того же года Перерва назначен на должность заместителя командующего 3-й армией, а в марте 1947 года — на должность помощника командующего по строевой части 28-й армии.
В июне 1948 года направлен на учёбу на Высшие академические курсы при Высшей военной академии имени К. Е. Ворошилова, после окончания которых в мае 1949 года назначен на должность помощника командующего 7-й гвардейской армии (Закавказский военный округ), а в феврале 1951 года — на должность помощника командующего войсками Таврического военного округа.
Генерал-майор Пётр Васильевич Перерва в сентябре 1954 года вышел в запас. Умер 22 октября 1968 года в Симферополе.

## Награды
- Орден Ленина;
- Пять орденов Красного Знамени;
- Орден Кутузова 1 степени;
- Орден Суворова 2 степени;
- Медали.